# TGE Gas Engineering
Die TGE Gas Engineering ist ein im Großanlagenbau tätiges Unternehmen. Es beschäftigt sich mit Projektmanagement, der Planung, im Ingenieurwesen und im Beschaffungs-, Bau- und Qualitätsmanagement im Bereich der Flüssiggasspeicher- und Gasverarbeitungsanlagen.
Der Firmenhauptsitz ist in Bonn. Mit Niederlassungen in Deutschland, Großbritannien, Indien und China ist das Unternehmen im europäischen und asiatischen Raum vertreten.

## Geschichte
TGE Gas Engineering wurde im Jahr 1980 als Privatunternehmen unter dem Namen Liquid Gas International (LGI) in Bonn gegründet. Die Unternehmung war zu Beginn auf die Konstruktion von  Cargohandlingsystemen für Gastanker spezialisiert. Mit dem Bau eines 2 × 25.000 m³ LPG-Terminal in Taiwan, Ende der 1980er Jahre, erhielt die Firma ihren ersten Auftrag für ein landbasiertes Gasterminal und legte damit den Grundstein für das heutige Geschäft. Im Jahr 1992 erfolgte die 100%ige Übernahme durch die belgische Tractebel-Gruppe, im Zuge dessen der Unternehmensname in Tractebel Gas Engineering (TGE) geändert wurde. TGE übernahm 2001 das Geschäft bezüglich aller kryogenen Gasterminals von Tractebel. Im selben Jahr erfolgte der Einstieg ins LNG-Geschäft durch den Bau des LNG-Terminals in Sines, Portugal.
2007 wurden die On- und Offshore-Bereiche voneinander losgelöst und als eigenständige Unternehmen veräußert.
Seit 2008 ist die China International Marine Container Co., Ltd. (CIMC) zu 60 % und die Gasfin SA zu 40 % beteiligt.

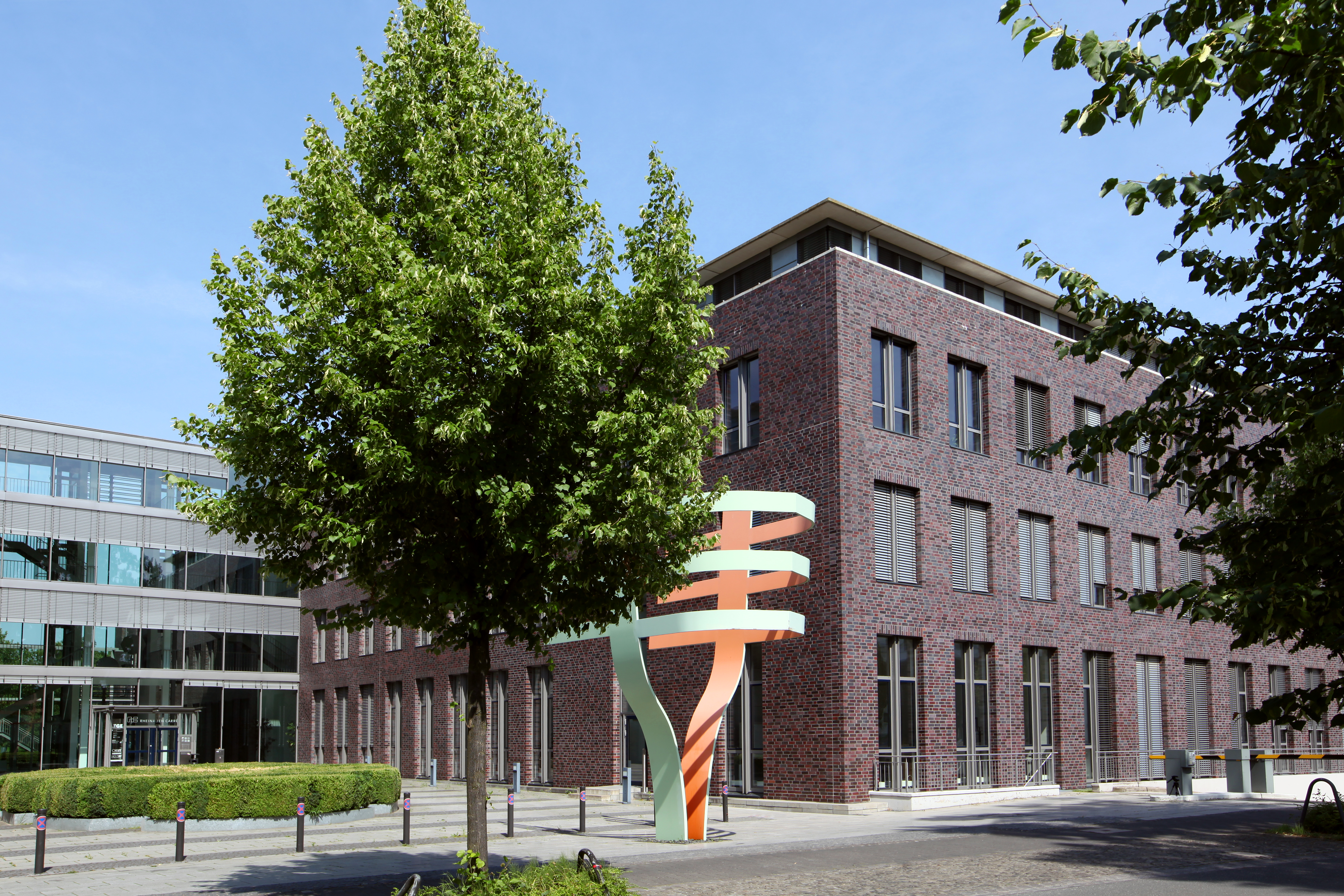
TGE-Hauptsitz in Bonn

## Produkte / Dienstleistungen
- Lager und Umschlagsanlagen für verflüssigtes Erdgas (Liquefied Natural Gas – LNG)
- Lager und Umschlagsanlagen für verflüssigte Gase (z. B. Ethylen, Propylen, Liquefied Petroleum Gas-LPG, Propan, Ammoniak, Butan)
- kleine bis mittelgroße Anlagen zur Verflüssigung von Erdgas (für Onshore-Anwendung)
- vormontierte Kompaktanlagen oder Anlagenkomponenten, Gasaufbereitungsanlagen (z. B. der Gastrocknung) und „Fuel Gas Supply“-Systeme